# Ronald Haworth
Ronald Haworth (* 10. März 1901 in Lower Darwen; † 1973 in Blackburn) war ein englischer Fußballspieler. Der Halbstürmer bestritt für die Blackburn Rovers, Hull City und Manchester United in den 1920ern insgesamt 63 Partien in den Spielklassen der Football League und erzielte dabei 17 Treffer.

## Karriere
Haworth spielte in Blackburn für das Team einer Sonntagsschule, bevor er im März 1922 als Amateur von den Blackburn Rovers in die englische Eliteklasse geholt wurde. Er akklimatisierte sich dort binnen kürzester Zeit und erzielte an den letzten Spieltagen der Saison 1921/22 in fünf Spielen drei Treffer. Nachdem er seine Torquote in der folgenden Spielzeit nicht wiederholen konnte (18 Spiele/4 Tore), kam er in seinem letzten Jahr in Blackburn nur noch zwei Einsätzen in der ersten Mannschaft und spielte ansonsten für das Reserveteam in der Central League. Im Sommer 1924 wechselte er daraufhin in die Second Division zu Hull City, spielte dort aber lediglich in seiner ersten Saison regelmäßig. 
1926 heuerte er erneut in der First Division an, bei Manchester United kam er an den ersten beiden Spieltagen auf der linken Halbstürmerposition als Vertretung von Charlie Rennox zum Einsatz, bevor er die restliche Saison mit dem Reserveteam in der Central League verbrachte. Am Saisonende verließ er Manchester wieder und setzte seine Laufbahn in der Lancashire Combination beim FC Darwen fort.